# Blatska
Blatska (bulgariska: Блатска) är ett distrikt i Bulgarien.   Det ligger i kommunen Obsjtina Chadzjidimovo och regionen Blagoevgrad, i den sydvästra delen av landet, 140 kilometer söder om huvudstaden Sofia.
I omgivningarna runt Blatska växer i huvudsak blandskog. Runt Blatska är det glesbefolkat, med 10 invånare per kvadratkilometer.